# Đường Cơ (Hán Thiếu Đế)
Đường Cơ (chữ Hán: 唐姬) là một nữ quý tộc cuối thời Đông Hán, chính thất phu nhân của Hán Thiếu Đế Lưu Biện.

## Cuộc đời
Vương phi Đường thị người quận Dĩnh Xuyên, nay là tỉnh Hà Nam, con gái của Đường Mạo (唐瑁), làm Thái thú Cối Kê. Không rõ thời gian bà làm phu nhân của Lưu Biện. Khi Hán Linh Đế băng, Lưu Biện kế vị, đến khi Đổng Trác vào kinh thì bị phế bỏ, em là Lưu Hiệp được lập, tức Hán Hiến Đế. Lưu Biện bị giáng làm [Hoằng Nông vương; 弘農王].
Năm Sơ Bình nguyên niên (190), các Châu mục, Thứ sử ở khắp nơi tại Sơn Đông nổi dậy thảo phạt Đổng Trác. Sợ hợp binh có danh nghĩa phò trợ Hoằng Nông vương Lưu Biện trở lại Đế vị, Đổng Trác quyết tâm giết chết Lưu Biện, trước tiên Trác giam Lưu Biện trên một tòa lầu cao biệt lập, phái người canh gác. Ngày 12 tháng 1 (tức ngày 6 tháng 3 dương lịch) cùng năm, Đổng Trác sai Lý Nho đem rượu độc đến, ban chết Hoằng Nông vương Lưu Biện.
Lúc ấy, Lý Nho dâng thuốc nói:"Uống thuốc này, bệnh ngài sẽ khỏi", nhưng Lưu Biện liền nói:"Ta nào có bệnh gì. Là các người muốn ta chết mà thôi!". Lý Nho không giả vờ nữa, bắt ép Lưu Biện uống, ông buồn bã hát rằng:"Thiên đạo dịch hề ngã hà gian! Khí vạn thừa hề thối thủ phiên. Nghịch thần kiến bách hề mệnh bất diên. Thệ tương khứ nhữ hề thích u huyền!". Đường Cơ múa tay áo mà hát:"Hoàng thiên băng hề hậu thổ đồi! Thân vi đế hề mệnh yêu tồi. Tử sanh lộ dị hề tòng thử quai. Nại ngã quỳnh độc hề trung tâm ai!".
Sau đó cả hai cùng khóc, những cung nhân theo hầu cũng thút thít theo. Thiếu Đế quay ra nói với Đường Cơ:"Nàng đã từng là Đế vương chi Phi, sau này khó có thể trở thành thê tử của hàng tiểu lại thứ dân. Nàng hãy tự chiếu cố chính mình, chúng ta từ đây bái biệt!". Nói xong, Thiếu Đế uống thuốc độc mà chết, năm đó ngài chỉ 15 tuổi.
Sau khi Thiếu Đế chết, Đường Cơ trở về quê nhà. Cha bà Đường Mạo muốn bà tái giá, nhưng bà nhất quyết không chịu. Về sau Lý Thôi phá Trường An, có bắt được Đường Cơ, muốn bà làm thê thiếp nhưng bà nhất quyết từ chối. Thượng thư Giả Hủ biết chuyện, cấp báo Hán Hiến Đế, cảm thán mà thiết trí bà ở trong lăng của Thiếu Đế và ra chỉ phong bà làm [Hoằng Nông vương phi; 弘農王妃]. Từ đấy Đường Cơ biến mất hoàn toàn khỏi lịch sử.